# Berg, Hof
Berg là một đô thị ở huyện Hof bang Bavaria thuộc nước Đức.